# Foresta nazionale di Custer
La foresta nazionale di Custer è un'area naturale protetta localizzata principalmente nello stato federato del Montana con una piccola sezione separata posta nel nord-ovest dello stato del Dakota del Sud. Con un'estensione totale di 5.173,03 km² la foresta è suddivisa in dieci sezioni separate. Mentre le sezioni occidentali della foresta nazionale di Custer costituisco parte del Greater Yellowstone Ecosystem, le sezioni orientali sono una combinazione di isole di foresta e prateria. Una porzione della foresta nazionale è inclusa nelle Absaroka-Beartooth Wilderness che rappresenta una superficie di oltre un terzo delle terre selvagge. A sud della cittadina di Red Lodge, la Beartooth Highway (U.S. 212) attraversa la foresta nazionale in direzione del parco nazionale di Yellowstone.

## Storia
La foresta nazionale di Custer fu istituita dallo United States Forest Service con il nome di Otter National Forest il 2 marzo del 1907. Il 1º luglio del 1908 il nome fu cambiato in Custer National Forest. Il 13 gennaio del 1920 il territorio dalla Sioux National Forest fu incluso nella foresta di Custer che attualmente comprende anche il distretto dei ranger Sioux di Custer, che si estende nel Dakota del Sud. Sioux aveva precedentemente inglogato le foreste nazionali di Colline Cave, Ekalaka, Long Pine, Short Pine e Buttes Slim il 1º luglio del 1908. Il 17 febbraio 1932 alla foresta nazionale di Custer furono annesse piccole porzioni della foresta nazionale di Beartooth, che attualmente comprende il distretto di Beartooth.

## Territorio
La montagna più alta nel Montana, (Granite Peak), si trova ai confini tra la foresta nazionale di Custer e la foresta nazionale di Gallatin. Un aspetto interessante è rappresentato dal ghiacciaio Grasshopper, nel quale, sepolte tra i ghiacci, si trovano milioni di cavallette, morte circa 300 anni fa. Nel territorio della foresta nazionale si trovano pochi fiumi e laghi.
Nella foresta si trovano alcuni cimiteri dei Nativi americani e aree sacre in cui sono rappresentati pittogrammi e petroglifi. Per gli indiani delle pianure la foresta forniva un riparo e di un luogo stabile per l'approvvigionamento del cibo. I membri della spedizione di Lewis e Clark sono generalmente considerati i primi bianchi che visitarono la regione. La foresta è attualmente suddivisa in tre distretti: Beartooth, con sede a Red Lodge; Ashland e Sioux, con sede a Camp Crook. Quattro praterie nazionali erano precedentemente gestite dall'amministrazione della foresta; la prateria nazionale di Grand River, la prateria nazionale di Cedar River, la prateria nazionale di Little Missouri e la prateria nazionale di Sheyenne.
In ordine decrescente di superficie della foresta si trova suddivisa tra le seguenti contee: la Contea di Powder River, la Contea di Carbon, la Contea di Stillwater, la Contea di Rosebud, la Contea di Carter, la Contea di Sweet Grass, la Contea di Harding (l'unica regione del Sud Dakota) e la Contea di Park. Solo circa il 6,2% della superficie si trova nel Sud Dakota.

## Flora
La vegetazione, nel settore occidentale, è caratterizzata dalla presenza di pini (genere Pinus), pecci (genere Picea) e abeti (genere Abies), che trovano un ambiente favorevole legato all'altitudine maggiore e alle precipitazioni più intense. Ad altitudini superiori, oltrepassata la linea degli alberi, prevalgono le condizioni legate al clima alpino. Il settore orientale è invece dominato dal pino giallo (Pinus ponderosa) e dai prati, che sono spesso affittati per allevatori locali per il pascolo del bestiame.

## Fauna
La fauna è rappresentata dal grizzly (Ursus arctos horribilis), dall'orso nero (Ursus americanus), dalla pecora selvatica d'America (Ovis canadensis), dal puma (Puma concolor) e dal bisonte (Bison bison) anche se queste specie non sono abbondanti come nel vicino parco di Yellowstone, localizzato a sud. Un piccolo falco, lo smeriglio (Falco columbarius), relativamente raro nelle altre zone degli Stati Uniti, è molto comune nella foresta nazionale. Si possono osservare anche cervi mulo (Odocoileus hemionus), antilocapre (Antilocapra americana) e wapiti (Cervus canadensis).

## Attività
Nella foresta sono localizzati oltre 30 campeggi accessibili con i veicoli, così come numerose aree attrezzate per pic-nic. Sono anche praticabili circa 2.400 km di percorsi escursionistici, la maggior parte dei quali si trova nel settore occidentale. Presso i fiumi ed i laghi è possibile praticare la pesca ed, in alcuni casi, la nautica. La sede dell'amministrazione della foresta si trova a Billing e la maggior parte dei percorsi escursionistici ed i campeggi si trovano nelle zone a sud ed a sud-ovest della cittadina. Gli uffici locali dei ranger si trovano ad Ashland ed a Red Lodge, in Montana, ed a Camp Crook in South Dakota.